# Generalporočnik (Francija)
Generalporočnik (izvirno francosko Lieutenant général) je bil vojaški čin oz. naziv, uporabljen v Franciji v času Ancien Régime. Sam čin/naziv se pojavi v 17. stoletju in je bil uporabljen do 18. stoletja. V sodobnih Francoskih oboroženih silah mu ustreza čin korpusni general.
Generalporočnik je bil polnomočni kraljev predstavnik oz. poročevalec, ki je predstavljal kralja v francoskih provincah, pri čemer je nadzoroval guvernerje slednjih, da le-ti niso pridobili preveč samostojnosti. Tega čina/naziva pa se ne sme zamenjati s činom kraljevega poročnika (lieutenant de roi), ki je bil podrejen generalporočniku. Ker so čin dobili le plemiči, se je do 18. stoletja čin preoblikoval le v častni naziv dvorjanov, ki niso nikoli zapustili francoskega dvora in dejansko niso opravljali istih nalog kot predhodniki iz obdobja neposredno po ustanovitvi čina/naziva.
V času obstoja generalporočnika so se izoblikovali tudi trije položaji oz. zadolžitve:
- Lieutenant général de bailliage (Generalporočnik biričev),
- Lieutenant général de police (Generalporočnik policije) in
- Lieutenant général du royaume (Generalporočnik kraljestva).